# Eis am Stiel (Filmreihe)
Eis am Stiel ist eine israelische Filmreihe, die aus insgesamt acht Kinokomödien besteht.

## Hintergrund
Die Filme sind eine Mischung aus Humor und Erotik. Ein besonderes Kennzeichen vor allem der ersten fünf Teile ist der intensive Einsatz von Musik der 1950er Jahre. Der Inhalt sind die Erlebnisse dreier jugendlicher Freunde, die in den 1950er Jahren in Tel Aviv aufwachsen und dort ihr Leben genießen. Ihre gemeinsamen Interessen sind Freizeit am Strand, Partys, Mädchen und die Jagd nach sexuellen Erlebnissen. Die acht Filme wurden zwischen 1977 und 1988 in Israel, teilweise auch in deutscher Zusammenarbeit, gedreht. Der internationale Titel der Reihe ist Lemon Popsicle.
Der Erfinder der Reihe ist Boaz Davidson, auf dessen Jugenderlebnissen der erste Teil basiert. In den ersten vier Filmen führte er die Regie und war als Co-Autor am Drehbuch beteiligt. In Teil 5 war er nur noch als Co-Autor am Drehbuch beteiligt, führte jedoch nicht mehr Regie. Die Teile 6 bis 8 entstanden ohne seine Mitwirkung. Produziert wurden alle Filme von den Cousins Menahem Golan und Yoram Globus.
Laut dem Filmjournalist Martin Hentschel schaute sich Boaz Davidson mehrere Szenen und Ideen aus den US-Filmen Sommer ’42 (1970) und College-Liebe (1973) ab.

## Charaktere

### Hauptrollen

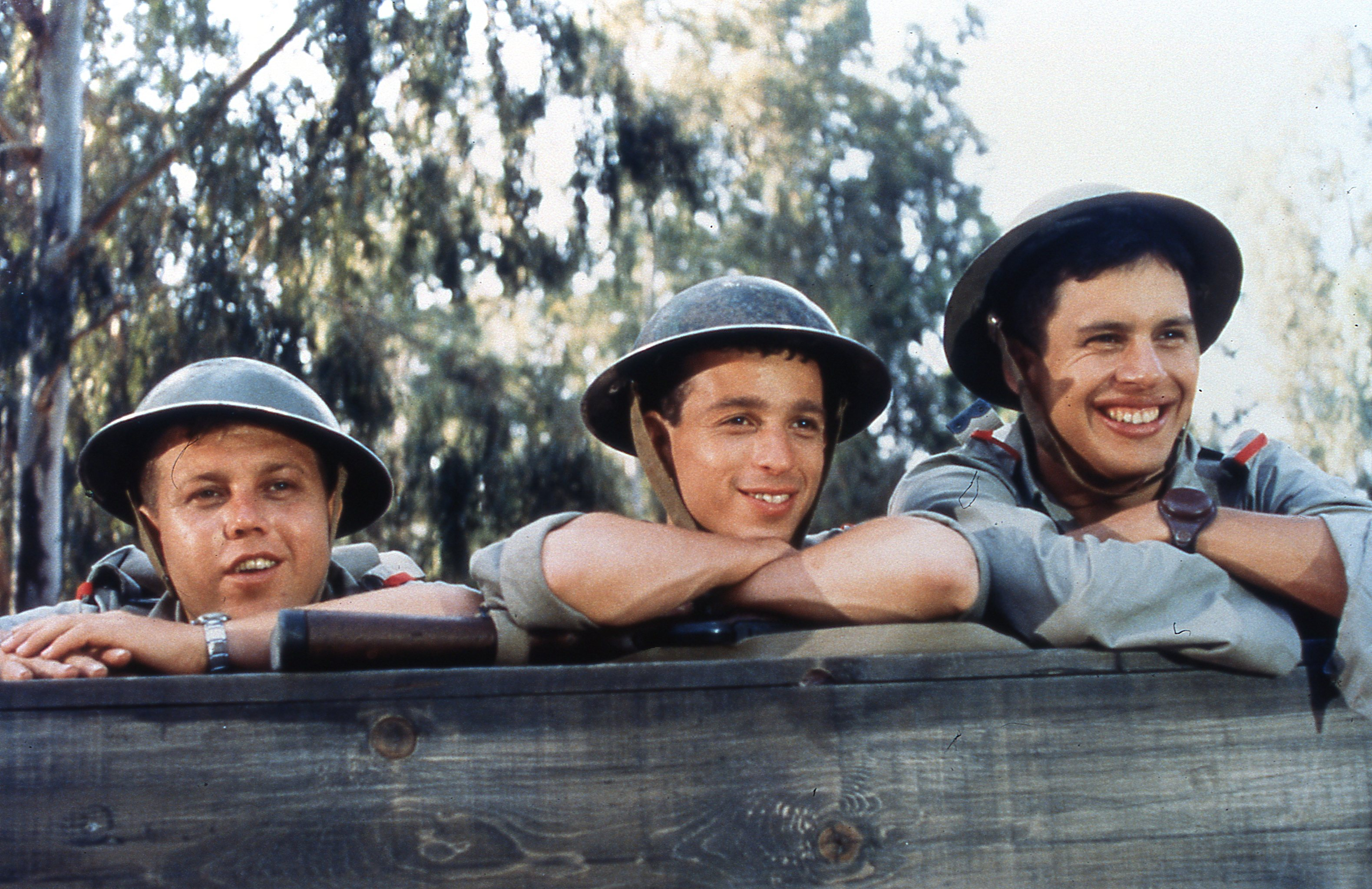
V. l. n. r.: Johnny (Zachi Noy), Benny (Yftach Katzur), Momo/Bobby (Jonathan Sagall), hier in Teil 4.

- Benny, gespielt von Yftach Katzur: Benny ist im Vergleich zu Johnny und Momo eher zurückhaltend und sensibel. Er teilt mit seinen Freunden das Interesse an sexuellen Abenteuern, verliebt sich jedoch auch häufig unglücklich. Benny spiegelt den Charakter und die Jugenderfahrungen des Regisseurs Boaz Davidson wider. Er spielt in allen Teilen mit.
- Johnny, gespielt von Zachi Noy: Johnny ist stark übergewichtig und hat wenig Erfolg bei Mädchen. Das hält ihn jedoch nicht davon ab, sein Glück immer wieder zu versuchen. Er hat einen ausgeprägten Geschäftssinn und bietet seinen Bekannten Waren unterschiedlichster Art an. Johnny leiht seinen Freunden regelmäßig Geld und notiert sich dies in ein Heftchen, das er immer bei sich trägt. Oft spielen ihn seine Freunde – meist für eigene Interessen – aus. Dabei verkörpert er den Pechvogel, der bei den gemeinsamen Abenteuern häufig halb nackt erwischt wird. In der deutschen Synchronisation trägt Johnny in den Teilen 3 und 4 den Namen Momo. Er ist in allen Teilen vertreten.
- Momo (Bobby), gespielt von Jonathan Sagall: Momo ist ein Schönling, der großen Erfolg bei Mädchen hat. Er lässt seine Eroberungen schnell wieder fallen, obwohl diese häufig mehr von ihm wollen. Vor allem Johnny bewundert ihn dafür. Momo ist sehr selbstbewusst und häufig egoistisch. Von allen Drei ist er der Starke und bewahrt häufig seine Freunde vor Eskalationen. Ab Teil 3 trägt er den Namen Bobby, den er bis Teil 8 beibehält. Momo taucht in Teil 6 nicht auf, da Jonathan Sagall mit dem Produzenten Menahem Golan im Streit war. Ansonsten wird die Bobby/Momo-Rolle in allen Teilen durch Sagall verkörpert.

### Häufige Nebenrollen
- Victor, gespielt von Avi Hadash: Victor ist ein Mitschüler der drei Hauptfiguren und mit 20 cm der Gewinner eines Längenvergleiches der „besten Stücke“ unter den Klassenkameraden. Er tritt häufig in Fettnäpfchen und wird nur wenig respektiert. Von Johnny und verschiedenen Frauen bekommt er regelmäßig Ohrfeigen erteilt. Victor spielt in den Teilen 1, 3, 5 und 6 mit. Am Ende von Teil 5 bringt er den Mut auf, Johnny zurückzuschlagen.
- Martha, gespielt von Rachel Steiner: Martha ist eine weniger attraktive Bekannte und in Teil 2 und 3 Johnnys Freundin. Insgeheim steht sie aber auf Benny. In Teil 2 versuchte sie den betrunkenen Zustand von Benny auszunutzen, um ihn zu verführen. Dies bedeutete beinahe das Ende der Freundschaft zwischen Johnny und Benny. Johnny verzieh jedoch beiden und traf sich weiterhin mit Martha. Sie spielt in Teil 1, 2 und 3 mit.
- Sonia, gespielt von Dvora Halter Kedar: Sonia ist Bennys fürsorgliche Mutter. Häufig stört sie ihn, wenn er sich mit seinen neuen Freundinnen in seinem Zimmer aufhält. Sonia ist sehr stolz auf Benny und stellt ihn gerne ihren Gästen vor, mit denen sie des Öfteren im Wohnzimmer Karten spielt. Sonia spielt in den Teilen 1, 2, 3, 4, 5, 6 und 8 mit.
- Romek, gespielt von Menashe Warshavsky: Romek ist Bennys Vater und der Ehemann von Sonia. Er versucht, Streit mit seiner temperamentvollen Frau zu vermeiden. Romek spielt in den Teilen 1, 2, 3, 4, 5 und 8 mit. In Teil 8 wird er aber von einem anderen Schauspieler verkörpert.

## Filmreihe
- 1978: Eis am Stiel (Israel | Originaltitel: אסקימו לימון Eskimo Limon | Regie: Boaz Davidson | Buch: Boaz Davidson, Eli Tavor)

Benny verliebt sich in Nili, die jedoch auf Momo steht. Nachdem Momo sie entjungfert, geschwängert und abserviert hat, kommt es zum Streit zwischen den bis dahin besten Freunden. Benny kümmert sich daraufhin um Nili und es scheint, als hätte er ihr Herz erobert. Nili wendet sich jedoch schließlich wieder Momo zu.
- 1979: Eis am Stiel 2 – Feste Freundin (Israel / Deutschland | Originaltitel: יוצאים קבוע Yotz'im Kavua | Regie: Boaz Davidson | Buch: Boaz Davidson, Eli Tavor)

Benny verliebt sich in die hübsche Tammy, die jedoch noch etwas Zeit braucht, ehe sie mit Benny intim wird. Auf einer Party, auf der sich Benny und Tammy verkrachen, wittert Johnnys Freundin Martha, die heimlich in Benny verliebt ist, ihre große Chance und versucht, den betrunkenen Benny zu verführen. Obwohl Benny nicht darauf eingeht, kommt es zu einem Streit zwischen Benny und Johnny, als Johnny davon erfährt. Alles wird jedoch aufgeklärt und sie vertragen sich wieder. Zum Schluss erobert Benny auch seine Tammy wieder zurück.
- 1981: Eis am Stiel 3 – Liebeleien (Israel / Deutschland | Originaltitel: שפשוף נעים Shifshuf Naim | Regie: Boaz Davidson | Buch: Boaz Davidson, Eli Tavor, Sam Waynberg)

Benny, Bobby und Johnny verbringen wieder mal ihre freie Zeit am Strand und genießen das Leben. Benny ist mit Sally zusammen, aber nicht ganz glücklich, da sie seine sexuellen Avancen stets abwehrt. Am Strand trifft er eine alte Bekannte, die freizügige Nikki. Er beginnt eine Affäre mit ihr und es kommt zum Bruch mit Sally. Als Benny erkennt, dass er für Nikki nur einer von vielen ist, zieht es ihn zurück zu Sally. Derweil haben Bennys Eltern Probleme mit einer Verwandten, die zu Besuch ist und allen den Kopf verdreht.

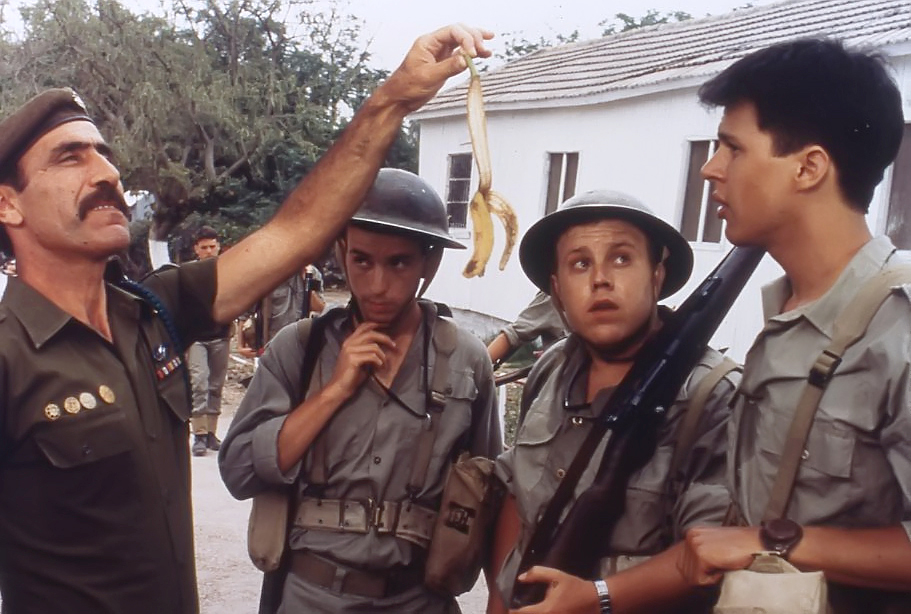
Szene aus Eis am Stiel IV

- 1982: Eis am Stiel 4 – Hasenjagd (Israel / Deutschland | Originaltitel: ספיחס Sapiches | Regie: Boaz Davidson | Buch: Boaz Davidson, Eli Tavor)

Benny, Bobby und Johnny müssen ihren Wehrdienst leisten. Dabei müssen sie sich nicht nur an das Kasernenleben gewöhnen, sondern auch die Schikanen des Unteroffiziers Ramirez über sich ergehen lassen. Währenddessen verliebt sich Benny in Rina aus dem Nachbarlager und er gaukelt ihr vor, ein Offizier zu sein, was alsbald zu Komplikationen für alle Beteiligten führt.

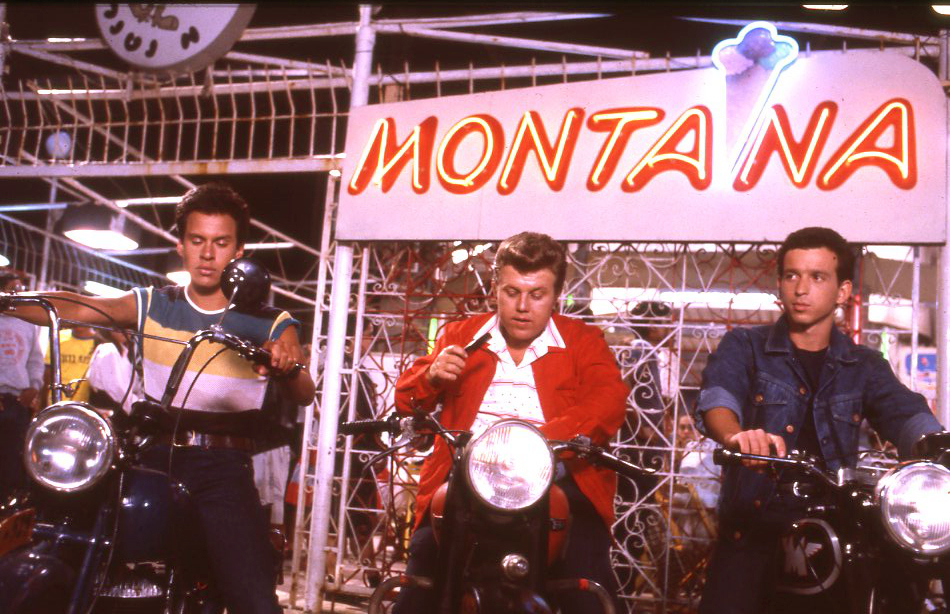
Szene aus Eis am Stiel V

- 1984: Eis am Stiel 5 – Die große Liebe (Israel / Deutschland | Originaltitel: רומן זעיר Roman Za'ir | Regie: Dan Wolman | Buch: Boaz Davidson, Eli Tavor, Dan Wolman)

Benny verliebt sich in Ginny, die Schwester seines Kumpels Bobby. Da Bobby seine Schwester für zu jung hält, treffen sich die beiden heimlich. Als Bobby davon erfährt, verprügelt er Benny und verbietet den beiden weitere Treffen. Als Ginny sieht, wie Benny ein anderes Mädchen küsst, nimmt sie eine Überdosis Tabletten, kann jedoch im Krankenhaus gerettet werden. Benny möchte sich den Felsen hinab stürzen, wird jedoch von Bobby gerettet und schließlich vertragen sich die beiden Freunde wieder.
- 1985: Eis am Stiel 6 – Ferienliebe (Israel / Deutschland | Originaltitel: הרימו עוגן Harimu Ogen | Regie: Dan Wolman | Buch: Eli Tavor, Sam Waynberg, Dan Wolman)

Nachdem Johnny vom wütenden Vater seiner Freundin verfolgt worden ist, heuern er und Benny auf einem Kreuzfahrtschiff an, wo sie erst recht Ärger mit den weiblichen Passagieren haben. In diesem Teil spielt Jonathan Sagall aufgrund von Unstimmigkeiten nicht mit. Seine Rolle wird nur in einer Rückblende aus einem der älteren Teile eingefügt. Die Erklärung im Film ist, dass Bobby gerade in den USA sei.
- 1987: Eis am Stiel 7 – Verliebte Jungs (Israel / Deutschland | Originaltitel: אהבה צעירה Ahava Tzeira | Regie: Walter Bannert | Buch: Anton Moho)

Die drei Jungs fahren den Mercury von Johnnys Eltern zu Schrott. Um Geld für eine Reparatur aufzutreiben, fangen sie in einem Hotel an zu arbeiten. Dabei widmen sie sich besonders den weiblichen Gästen und Benny entdeckt seine alte Liebe Sandy unter den Besuchern, Bobby macht sich an Patty heran und Johnny gelangt in prekäre Situationen.
- 1988: Eis am Stiel 8 – Summertime Blues (Israel / Deutschland | Originaltitel: Lemon Popsicle VIII: Summertime Blues | Regie: Reinhard Schwabenitzky | Buch: Reinhard Schwabenitzky, Zachi Noy (Idee))

Benny, Johnny und Bobby wollen eine Bar eröffnen. Da sie kein Geld für den Mietvertrag haben, soll sich Bobby an Polly, die tollpatschige Tochter des Vermieters, heranmachen.

### Spin-off
- 1983: Hasenjagd 2 (Israel / Deutschland | Originaltitel: סבבה Sababa | Regie: Tzvi Shissel | Buch: Boaz Davidson)

Ableger des vierten Teils der Originalreihe, der auch wieder das Militärthema aufgreift. Von den Originalrollen ist nur Johnny vertreten, während Benny und Bobby nicht mitwirken. Dieser Teil war bis 2022 nicht auf DVD erhältlich, sondern nur auf VHS und Video 2000.

### Remake
- 2001: Lemon Popsicle 9 – The Party Goes On (Israel | Originaltitel: החגיגה נמשכת Hahagiga Nimshehet | Regie: Tzvi Shissel | Buch: Eli Tavor)

Die Geschichte erzählt eine vermischte Handlung aus Teil 1 bis 3 mit einigen neuen Zügen und vielen neuen Gesichtern. Zachi Noy ist als einziger der alten Crew erhalten geblieben, jedoch in einer anderen Rolle als in der Originalreihe. Der Titel ist irreführend, da die Reihe nicht fortgesetzt wird, sondern eher nur neu belebt wurde. Der Film war bislang nur im israelischen Fernsehen zu sehen und ist nicht synchronisiert worden.

### US-Remake
- 1982: Die letzte amerikanische Jungfrau (USA | Originaltitel: The Last American Virgin | Regie: Boaz Davidson | Buch: Boaz Davidson)

Boaz Davidson war als Regisseur und Autor für ein US-Remake der Reihe im Jahr 1982 verantwortlich, das mit US-amerikanischen Darstellern besetzt war, sich aber inhaltlich vor allem an Szenen der ersten drei Teile der Originalreihe orientierte. Im Vergleich zur Originalreihe war dieses Remake deutlich weniger freizügig im Umgang mit Nacktheit.

## Titel
Der hebräische Originaltitel bezieht sich auf eine heute noch erhältliche Sorte eines Eislutschers mit dem Namen Eskimo. Dieses Produkt der Strauss Group ist in mehreren Geschmacksrichtungen erhältlich, eine davon Zitrone.

## Häufige Schauplätze
- Das „Montana“: Das Montana ist eine Bar, in der sich die Akteure treffen, Eis essen, Musik hören und flirten.
- Der Strand: Am Strand von Tel Aviv verbringen die Protagonisten ihre Freizeit und spielen ihren Mitmenschen und einander Streiche. Häufig sind sie damit beschäftigt, nackte Frauen in der Umkleide und Dusche zu beobachten.
- Bennys Wohnung: Benny wohnt zusammen mit seiner Mutter Sonia und seinem Vater Romek in einer Wohnung. Zahlreiche Szenen spielen im Wohnzimmer und in den Schlafzimmern des Appartements. Meist haben Bennys Eltern dabei Besuch und spielen Karten.
- Die Schule: Oft nutzen die Freunde die Schule, um sich der Mädchenwelt zu nähern und sich über „Neuheiten“ auszutauschen. Verabredungen werden hier getroffen.

Daneben spielen viele Szenen immer wieder in den Straßen Tel Avivs, in Wohnungen, wo Partys stattfinden, in Kinos oder Schwimmbädern.

## Trivia
Als Hintergrundmusik dienten in allen Filmen Klassiker der 50er und 60er Jahre wie Prima Bella von Massimo Ranieri, My Boy Lollipop von Millie Small oder Musik von Bill Haley.

## Veröffentlichungen
Alle acht Teile der Originalserie wurden ungekürzt auf DVD veröffentlicht. Es existieren jedoch auch zensierte Versionen auf DVD. Auch bei Fernsehausstrahlungen werden die Filme häufig gekürzt gezeigt.

## Dokumentation
- 2018: Eskimo Limon: Eis am Stiel – Von Siegern und Verlierern ist eine 90-minütige Dokumentation von Eric Friedler für den Norddeutschen Rundfunk, die sich u. a. mit den Produktionsbedingungen auseinandersetzt und in der viele der Beteiligten zu Wort kommen. Vorwiegend kommen dabei aus den ersten drei Teilen die Schauspieler zu Wort und der Regisseur. Der Hauptdarsteller Jonathan Sagall (Rolle: Bobby) hat sich nicht daran beteiligt, da er sich generell nicht mehr zu der Filmreihe äußern möchte.